# Pilea ophiticola
Pilea ophiticola är en nässelväxtart som beskrevs av A. Borhidi. Pilea ophiticola ingår i släktet pileor, och familjen nässelväxter. Inga underarter finns listade i Catalogue of Life.